# Прієкульський край
Прієку́льський кра́й (латис. Priekuļu novads) — адміністративно-територіальна одиниця Латвійської Республіки. Розташований у північній частині країни, в історичному регіоні Ліфляндія. Адміністративний центр — Прієкулі. Створений 2009 року. Площа — 301,8 км². Населення — 8365 осіб (2011). До складу краю входять 4 волості.

## Населення
Національний склад краю за результатами перепису населення Латвії 2011 року.
| Національність | К-сть | % |
| -------------- | ----- | - |